# Vladimír Harajda
Vladimír Harajda (* 22. března 1955) je bývalý slovenský fotbalista, obránce.

## Fotbalová kariéra
V československé lize hrál za Tatran Prešov. Nastoupil ve 38 ligových utkáních a dal 1 gól.

## Ligová bilance
| Ročník                                   | Zápasy | Minuty | Góly | Klub          |
| ---------------------------------------- | ------ | ------ | ---- | ------------- |
| 2. československá fotbalová liga 1974/75 | -      | -      | -    | Tatran Prešov |
| 2. československá fotbalová liga 1975/76 | -      | -      | -    | Tatran Prešov |
| 2. československá fotbalová liga 1976/77 | -      | -      | -    | Tatran Prešov |
| Česká národní fotbalová liga 1980/81     | -      | -      | -    | VTJ Tachov    |
| 1. československá fotbalová liga 1980/81 | 5      | 0      | 362  | Tatran Prešov |
| 1. československá fotbalová liga 1981/82 | 28     | 1      | 2456 | Tatran Prešov |
| 1. československá fotbalová liga 1982/83 | 5      | 0      | 405  | Tatran Prešov |
| CELKEM 1. liga                           | 38     | 1      | 3223 |               |